# Drink Me
Albums de Queen Adreena
Taxidermy
(2000) The Butcher and The Butterfly
(2005)
Drink Me est le second album de Queen Adreena sorti le 24 juin 2002 sur les labels Rough Trade et One Little Indian. L'album n'est aujourd'hui plus pressé et demeure assez difficilement trouvable. L'album contient notamment le titre le plus célèbre du groupe : Pretty Like Drugs.

## Liste des morceaux
1. "Pretty Like Drugs" – 4:00
2. "Kitty Collar Tight" – 2:37
3. "Siamese Almeida" – 3:15
4. "Razorblade Sky" – 4:26
5. "Sleeping Pill" – 3:18
6. "A Bed of Roses" – 1:59
7. "My Silent Undoing" – 3:19
8. "Desert Lullaby" – 4:42
9. "Under a Floorboard World" – 2:52
10. "Hotel After Show" – 3:08
11. "For I Am the Way" – 4:36

## Composition du groupe
- Katie Jane Garside - chant
- Crispin Gray - guitare
- Orson Wajih - guitare basse
- Pete Howard - batterie